# Драгівська
«Драгівська» — вуглекисла хлоридно-гідрокарбонатна, натрієва, борна вода з мінералізацією 4,0-7,1 г/дм³. «Драгівська» видобувається в селі Драгово (Закарпаття).
Драгівська входить до портфеля продукції: ТОВ «Шаянські мінеральні води».

## Історія
Драгівське (мінеральна вода) родовище відоме ще з часів язичництва, карпатські русини називали його «Цілющою криницею». У середні віки тут будували каплички та купелі, наприкінці XIX ст. існував розлив мінеральної води «Драгівська», але ці старожитності було знищено в роки Першої світової війни.

## Нагороди
- «100 найкращих товарів України» 2009 року (Переможець у номінації «Продовольчі товари»)

## Мінеральний склад та фізико-хімічні властивості
|                 | Вміст                        |
| Гідро-карбонати | 1800—2300 мг / дм ³          |
| Хлориди         | 800—1700 мг / дм ³           |
| Сульфати        | не більше 40 мг / дм ³       |
| Кальцій         | 100—150 мг / дм ³            |
| Магній          | не більше 40 мг / дм ³       |
| Натрій + Калій  | 1000—2000 мг / дм ³          |
| Йод             | не більше 1,59 мг / дм ³     |
| Борна кислота   | не більше 80 — 300 мг / дм ³ |